# Binodoxys nearctaphidis
Binodoxys nearctaphidis är en stekelart som beskrevs av Mackauer 1965. Binodoxys nearctaphidis ingår i släktet Binodoxys och familjen bracksteklar. Inga underarter finns listade.